# Tatiana Búa
Tatiana Búa (Bragado (Buenos Aires), 19 de Janeiro de 1990) é uma tenista profissional argentina.

## WTA finais

### Duplas (0–1)
| Legenda                             |
| ----------------------------------- |
| Grand Slam (0–0)                    |
| WTA Tour (0–0)                      |
| Premier Mandatory & Premier 5 (0–0) |
| Premier (0–0)                       |
| International (0–1)                 |

| Finais por Piso |
| --------------- |
| Duro (0–0)      |
| Saibro (0–1)    |
| Grama (0–0)     |
| Carpete (0–0)   |

| Posição | N. | Data         | Torneio                                           | Piso   | Parceira       | Oponentes                      | Placar           |
| ------- | -- | ------------ | ------------------------------------------------- | ------ | -------------- | ------------------------------ | ---------------- |
| Vice    | 1. | 24 Maio 2014 | Internationaux de Strasbourg, Estrasburgo, França | Saibro | Daniela Seguel | Ashleigh Barty Casey Dellacqua | 6–4, 5–7, [4–10] |